# Sergentomyia displicata
Sergentomyia displicata är en tvåvingeart som först beskrevs av Quate och David Fairchild 1961.  Sergentomyia displicata ingår i släktet Sergentomyia och familjen fjärilsmyggor. Inga underarter finns listade i Catalogue of Life.